# پیتر باک
پیتر باک (انگلیسی: Peter Lawrence Buck؛ زادهٔ ۶ دسامبر ۱۹۵۶) یک موسیقی‌دان اهل ایالات متحده آمریکا است. وی از سال ۱۹۸۰ میلادی تاکنون مشغول فعالیت بوده‌است.